# Ribera Alta del Ebro
La Ribera Alta del Ebro es una comarca aragonesa al oeste de la provincia de Zaragoza. Su capital es Alagón.

## Municipios
La comarca engloba a los municipios de Alagón, Alcalá de Ebro, Bárboles, Boquiñeni, Cabañas de Ebro, Figueruelas, Gallur, Grisén, La Joyosa, Luceni, Pedrola, Pinseque, Pleitas, Pradilla de Ebro, Remolinos, Sobradiel y Torres de Berrellén.

## Geografía
Se trata de la comarca aragonesa más pequeña en extensión que, sin embargo, ofrece una de las densidades de población más alta respecto a la media de las comarcas aragonesas. Este hecho es posible gracias al gran número de poblaciones que la integran, así como una media de habitantes por población elevada.
Limita al norte con las Cinco Villas, al oeste con el Campo de Borja, al sur con Valdejalón y al este con la Comarca Central.

## Historia

### La comarca como institución
La ley de creación de la comarca es la 21/2001 del 21 de diciembre de 2001. Se constituyó el 19 de febrero de 2002. Las competencias le fueron traspasadas el 1 de julio de 2002.

## Economía
Tradicionalmente su economía se centraba en la huerta cultivada entre los ríos Ebro y Jalón, afluente del Ebro. Actualmente la planta de Opel-España junto con sus industrias auxiliares se sitúa en Figueruelas.

## Política
| Cargo      | Nombre                                 | Ayuntamiento                    | Partido Político   |  |
| ---------- | -------------------------------------- | ------------------------------- | ------------------ |  |
| Presidente | José Miguel Achón Lozano               | Alcalde de Alcalá de Ebro       | PSOE               |  |
| Vocal      | María Begoña Pilar Amador Santabárbara | Concejala de La Joyosa          | PSOE               |  |
| Vocal      | José Ignacio Andrés Ginto              | Alcalde de Pinseque             | PSOE               |  |
| Vocal      | Francisco Javier Bernal Sanz           | Concejal de Alagón              | PSOE               |  |
| Vocal      | José Luis Castillo Funes               | Concejal de Figueruelas         | PSOE               |  |
| Vocal      | Felipe Ejido Tormez                    | Concejal de Pedrola             | PSOE               |  |
| Portavoz   | Fernando Faubell Zaldívar              | Concejal de Remolinos           | PSOE               |  |
| Vocal      | José Antonio Fernández Prieto          | Concejal de Pinseque            | PSOE               |  |
| Vocal      | José Javier Fuertes Gracia             | Concejal de Cabañas de Ebro     | PSOE               |  |
| Vocal      | Marta García Zaldívar                  | Concejala de Pedrola            | PSOE               |  |
| Vocal      | Octavio Gaspar Castillo                | Alcalde de Grisén               | PSOE               |  |
| Vocal      | María Tomasa Joven Joven               | Concejala de Bárboles           | PSOE               |  |
| Vocal      | María Esmeralda Mesa Ruiz              | Concejala de Sobradiel          | PSOE               |  |
| Vocal      | Raúl Mocín Carcas                      | Alcalde de Pradilla de Ebro     | PSOE               |  |
| Vocal      | Silvia Navarro Manrique                | Concejala de Boquiñeni          | PSOE               |  |
| Vocal      | Diego Pérez Gracia                     | Concejal de Torres de Berrellén | PSOE               |  |
| Vocal      | Olaya Rivas Rivas                      | Concejala de Alagón             | PSOE               |  |
| Vocal      | Irene Royo Gracia                      | Concejala de Luceni             | PSOE               |  |
| Vocal      | María Yolanda Salvatierra Pérez        | Alcaldesa de Gallur             | PSOE               |  |
| Portavoz   | Silvia Benedí Santos                   | Concejala de Luceni             | PP                 |  |
| Vocal      | José Miguel Lara Sancho                | Concejal de Remolinos           | PP                 |  |
| Vocal      | José Manuel García García              | Concejal de Pinseque            | PP                 |  |
| Vocal      | Juan Ignacio Mateo Sanmartín           | Concejal de Gallur              | PP                 |  |
| Vocal      | Jesús Manuel Ochoa Murcia              | Alcalde de La Joyosa            | PP                 |  |
| Vocal      | Pedro Sanz Placed                      | Alcalde de Cabañas de Ebro      | PP                 |  |
| Vocal      | Juan Manuel Sanz Lagunas               | Alcalde de Boquiñeni            | PP                 |  |
| Vocal      | Carolina Rodríguez Boldova             | Concejala de Figueruelas        | PP                 |  |
| Portavoz   | Jesús Gustrán Villa                    | Concejal de Alagón              | Apuesta por Alagón |  |
| Vocal      | Paola Latorre Mallén                   | Concejala de Alagón             | Apuesta por Alagón |  |
| Vocal      | María Goretti Pacheco Acevedo          | Concejala de Alagón             | Apuesta por Alagón |  |
| Portavoz   | Aurelio Langarita Bercero              | Concejal de Pedrola             | Cs                 |  |
| Vocal      | Pilar López Lahoz                      | Concejala de Pedrola            | Cs                 |  |
| Portavoz   | José Ángel Miramón Serrano             | Concejal de Torres de Berrellén | Coalición ZGZ      |  |
| Vocal      | Pedro Manuel González Zaldívar         | Concejal de Pedrola             | Coalición ZGZ      |  |
| Portavoz   | Jesús Ángel Gracia López               | Concejal de Figueruelas         | CHA                |  |

| Elecciones 2015 | Elecciones 2015 | Elecciones 2015 | Elecciones 2015 | Elecciones 2015 |
| --------------- | --------------- | --------------- | --------------- | --------------- |
| Partido         | Votos           | % Votos         | Electos         | Consejeros      |
| PSOE            | 6.008           | 42,72%          | 69              | 16              |
| PP              | 3.944           | 28,04%          | 46              | 10              |
| PAR             | 1.297           | 9,22%           | 12              | 3               |
| CHA             | 1.249           | 8,88%           | 7               | 3               |
| Cambiar         | 848             | 6,03%           | 5               | 2               |
| Aragón Sí Puede | 536             | 3,81%           | 3               | 1               |
| C's             | 164             | 1,17%           | 1               | 0               |
| CEZGZ           | 19              | 0,14%           | 0               | 0               |
| Total           | 14.065          | 100%            | 143             | 35              |

## Territorio y población
| Municipio           | Extensión (km²) | % del total | Habitantes (2022) | % del total | Altitud (metros) | Pedanías                                                     |
| ------------------- | --------------- | ----------- | ----------------- | ----------- | ---------------- | ------------------------------------------------------------ |
| Alagón              | 24,22           | 5,82        | 7178              | 26,30       | 235              |                                                              |
| Alcalá de Ebro      | 9,90            | 2,38        | 239               | 0,90        | 223              |                                                              |
| Bárboles            | 15,77           | 3,79        | 297               | 1,08        | 259              | Oitura, Peramán.                                             |
| Boquiñeni           | 19,09           | 4,59        | 790               | 2,89        | 227              | Alto Don Diego, Camino del Pozuelo, El Calvario, San Miguel. |
| Cabañas de Ebro     | 8,55            | 2,05        | 491               | 1,85        | 219              |                                                              |
| Figueruelas         | 16,99           | 4,08        | 1226              | 4,62        | 252              |                                                              |
| Gallur              | 41,71           | 10,02       | 2563              | 9,53        | 254              |                                                              |
| Grisén              | 4,75            | 1,14        | 623               | 2,16        | 249              |                                                              |
| La Joyosa           | 6,52            | 1,57        | 1119              | 3,94        | 215              | Marlofa.                                                     |
| Luceni              | 27,08           | 6,51        | 973               | 3,51        | 234              |                                                              |
| Pedrola             | 113,53          | 27,29       | 3625              | 13,10       | 296              |                                                              |
| Pinseque            | 16,12           | 3,87        | 4278              | 14,59       | 230              |                                                              |
| Pleitas             | 2,13            | 0,51        | 38                | 0,12        | 258              |                                                              |
| Pradilla de Ebro    | 25,22           | 6,06        | 541               | 2,07        | 228              |                                                              |
| Remolinos           | 18,48           | 4,44        | 1035              | 3,99        | 228              |                                                              |
| Sobradiel           | 11,98           | 2,88        | 1143              | 4,02        | 215              | Soto de Candespina.                                          |
| Torres de Berrellén | 54,03           | 12,99       | 1476              | 5,31        | 211              | Granja de Santa Inés.                                        |
| Total               | 416,07          |             | 27.635            |             |                  |                                                              |